# Хараріх (король свевів)
Хараріх або Харіарік (*д/н  — 558 або 559) — король свевів у 550—558/559 роках. Започаткував перехід свевів з аріанство до католицтва.

## Біографія
Про походження Хараріха немає відомостей. Ймовірно у 550 році відновив самостійність королівства свевів. Обставини цього невідомі, напевне Хараріх скористався послабленням королівської влади вестготів за Агіли I. Хараріх зумів розширити межу свого королівства до річок Навія (в Астурії), Орбіго й Есла (Карфагенська Іспанія), Дуеро (Карфагенська Іспанія), Коа, Абрантес, Лехрія (Лузітанія).
Григорій Турський є єдиним, сучасним цього королю письменником, що згадує його у своїй праці «Про дива святого Мартіна». Згідно з його розповіддю населення Галісії в середині VI століття сильно потерпало через проказу. Жертвою цієї хвороби став і син короля Хараріха. Свеви на той момент сповідували аріанство. І ось, король почувши про дива зцілення за допомогою реліквій Святого Мартіна, покровителя міста Тура в країні франків, поклявся, що прийме віру Святого (тобто нікейське віросповідання), якщо тільки його син буде вилікуваний. Він навіть обіцяв заплатити за реліквії золотом рівним вазі його сина. У Тур були відправлені посли за святинями й після прибуття їх у Галісію, син короля дивним чином зцілився. На відзначення цієї сам король і його почет прийняли ортодоксальну віру.
Проте, відповідно до Ісидора Севільського, це не відповідає дійсності, оскільки Святий Мартин помер у 580 році, що не узгоджується з часом панування Хараріха, оскільки, відповідно до Григорія Турського, Мартин уже був мертвий і оголошений святим. Ці події відносять до часу Теодеміра, який, напевне, був сином Хараріха. За правління останнього, на думку дослідників, почалося поступове послаблення гонінь на нікейсько-ортодоксальну церкву. Можливо наприкінці життя Хараріх перейшов у католицтво.
Помер у 558 або 559 році, втім більшість вчених погоджуються на другу дату. Владу успадкував старший син (за іншою версією — брат) Аріамір.